# Stylurus townesi
Stylurus townesi е вид водно конче от семейство Gomphidae. Видът е уязвим и сериозно застрашен от изчезване.

## Разпространение
Разпространен е в САЩ (Алабама, Мисисипи, Северна Каролина, Тенеси, Флорида и Южна Каролина).